# 鄧家希
鄧家希（2001年—2021年3月3日），一名緬甸華裔少女，祖籍云南。生前她曾居於緬甸第二大城市曼德勒，是當地一名理髮店（Aye Aye Myint "Beauty Saloon"）老闆的獨生女。她是跆拳道冠軍，在曼德勒的 DA-Star Dance Club 擔任舞蹈員。2021年3月3日，她參與和平抗議活動時遭到軍方實彈射擊，頭部中槍死亡，終年19歲。

## 事件
2021年2月1日，緬甸發生軍事政變，緬甸軍方拘留國務資政昂山素姬、總統溫敏等國家領導人，並宣佈國家進入緊急狀態，權力移交與國防軍總司令敏昂萊。2月11日，鄧家希曾走到街上揮舞代表全國民主聯盟的紅旗，抗議軍方奪權。2月28日，她在臉書上留言：「我是A型血的，若我不幸命喪槍口，請把我的眼角膜及其他器官捐給有需要的人。」
2021年3月3日，鄧家希和父親擁抱道別後，走上曼德勒市的街頭，參加和平抗議活動，反對軍方政變。當日她穿著寫上"Everything will be OK"（一切都會好起來）的黑色T恤衫、破洞牛仔褲及運動鞋，並戴著一個星形的吊墜，因她的名字在緬甸語中的意思是「純潔的星星」。在行動中，鄧家希關心和保護其他示威者，亦會在大家擔心時鼓舞人心。當軍方發射催淚氣體時，她曾踢爆水管，讓其他示威者可以用水清洗眼睛。她曾在示威活動中高呼：「團結」、「我們不會逃跑」、「我們的鮮血不應該流到地上」。當天下午，她在抗議活動被軍方以實彈射中頭部身亡，成了當日鎮壓中數十名死難者之一，終年19歲。鄧家希遇难后，其亲友想为她安排丧礼时一度被曼德勒市的华人「云南会馆」拒绝举办丧礼，引起缅甸网民与缅甸华人破口大骂。之后改由缅甸土生华裔接收了鄧家希的遗体，并停放在他们殡仪馆的佛堂举行丧礼。
3月4日，鄧家希的喪禮在曼德勒舉行，大批民眾為她送殯，並做出反對專制的「三指禮」，網上亦有許多人悼念她，稱她為「天使」及「英雄」。同时缅甸社交媒体上也开始流传军人在征得家属同意后挖开鄧家希坟墓的假新闻，引起缅甸人民对军方的众怒。翌日，軍人到她的墓地，以槍威脅墓地職員及封鎖入口，在未得家屬同意下強行挖墳起棺驗屍。

## 外部連結
- 鄧家希的Facebook專頁